# Luis María Otero Monsegur
Luis María Otero Monsegur (Buenos Aires, 9 de febrero de 1914-ibídem, 26 de abril de 2002) fue un político y abogado argentino. Desarrolló una extensa carrera en el ámbito financiero, alcanzando la presidencia del Banco Central de la República Argentina entre 1962 y 1963, durante la dictadura de José María Guido y la presidencia de Arturo Umberto Illia.

## Biografía
Nació en Buenos Aires en 1914. Se graduó como abogado en la Universidad de Buenos Aires, a la edad de 21 años. Posteriormente se especializó en Derecho Financiero y Derecho Tributario, rama en la que se destacó como académico, lo que le permitió integrar la Asociación Argentina de Estudios de Derecho Fiscal y el Institut Internacional de Finances Publiques de Bélgica.
Fue electo para convencional constituyente por la Capital Federal para la reforma de 1957, por el Partido Cívico Independiente de Álvaro Alsogaray. Posteriormente fue nombrado como presidente del Instituto Nacional de Reaseguros. Su llegada a la presidencia del Banco Central de la República Argentina se dio en diciembre de 1962, bajo la dictadura de José María Guido y permaneció como tal al principio de la presidencia de Arturo Illia. Durante su gestión encabezó distintas misiones al extranjero con el fin de negociar la deuda externa Argentina, como las misiones de 1963 a Estados Unidos, para negociar con el Fondo Monetario Internacional (FMI), o a España. Abandonó el cargo en octubre de 1963.
Logró hacerse, junto a su adlatere Horacio Rafael Areco, del control del entonces Banco Francés del Río de la Plata (actual BBVA) tras una sofisticada maniobra de simulación en perjuicio de los accionistas mayoritarios y fundadores de la Compañía Sud América Seguros, empresa que detentaba, junto a Alpargatas, el control del Banco Francés.Entre otros cargos empresariales también se destacan puestos en directorios de la Financiera de Londres SA, Indupa SA, Presidente de la Compañía Argentina de Seguro de Crédito a la Exportación y también como vicepresidente de la Asociación de Bancos Argentinos.
Obtuvo, insólitamente, un Premio Konex en 1988, en la categoría de Empresario de Banca y Servicios Financieros. Se encontraba casado con María Antonia Videla, con quien tuvo tres hijos, entre los que se destaca Luis Roque, que fue su sucesor al frente del Banco Francés. Falleció en abril de 2002.